# Josep (film)
Pour les articles homonymes, voir Josep.
Pour plus de détails, voir Fiche technique et Distribution.
Josep est un film d'animation français, belge et espagnol réalisé par Aurel sorti en 2020. Ce film relate la vie du dessinateur et homme politique Josep Bartolí au temps de la guerre civile espagnole, puis de la Seconde guerre mondiale et sa relation avec la peintre mexicaine Frida Kahlo.
Il utilise la technique du dessin animé et fait alterner des personnages principaux en ligne claire et des séquences ou éléments imitant de simples esquisses.

## Synopsis
En février 1939, le dessinateur Josep Bartolí a dû fuir son Espagne natale qui a basculé dans la dictature franquiste après la guerre civile espagnole. Comme des milliers de réfugiés espagnols, il passe en France, mais se trouve parqué dans un camp. Les réfugiés, mal nourris, sont victimes de mauvais traitements. Pourtant, l'artiste se lie d'amitié avec un gendarme qui lui fait passer notamment un crayon et du papier. Josep Bartolí poursuit son voyage à New York et au Mexique où il rencontre la peintre Frida Kahlo, dont il tombe amoureux.

## Fiche technique
Sauf indication contraire, les informations mentionnées dans cette section peuvent être confirmées par la base de données cinématographiques Unifrance,  présente dans la section « Liens externes ».
- Titre original : Josep
- Réalisation : Aurel
- Scénario : Jean-Louis Milesi
- Musique : Sílvia Pérez Cruz
- Montage : Thomas Belair
- Production : Serge Lalou
- Coproduction : Jordi B. Oliva
- Production Associée : Guilhem Pratz
- Production exécutive : Catherine Estèves
- Sociétés de production : Les Films d'Ici Méditerranée ; SOFICA : Palatine Etoile 16
- Sociétés de distribution : Dulac Distribution (France), The Party Sales (ventes internationales)
- Pays de production :  France /  Espagne /  Belgique
- Langue originale : français
- Format : couleur
- Genre : animation, biopic, drame
- Durée : 74 minutes
- Dates de sortie :
  - France : 22 juin 2020 (en ligne au festival d'Annecy) ; 30 septembre 2020 (sortie nationale)

## Distribution
- Sergi López : Josep Bartolí
- Sílvia Pérez Cruz : Frida Kahlo
- Alain Cauchi : Léon
- David Marsais : Valentin
- Valérie Lemercier : la mère de Valentin
- Bruno Solo : Serge (jeune)
- Gérard Hernandez : Serge (vieux), le grand-père
- François Morel : Robert
- Sophia Aram : l'infirmière
- Xavi Serrano : Helios Gómez
- Thomas VDB : le père de Valentin
- Maria Gual : Ambiances

## Réception
Les premières recensions sont enthousiastes,, : « un premier film d'animation poignant sur un sujet méconnu de l’Histoire de France, le sort des réfugiés après la guerre d’Espagne ».

## Distinctions

### Récompenses
- Festival International du film d'animation d’Annecy 2019 : Prix Fondation Gan à la diffusion[5]
- Festival international du film d'Athènes en 2020 : Athéna du meilleur scénario pour Jean-Louis Milesi et prix du public[6]
- Festival Internacional de Cine de Guadalajara 2020 : Prix du meilleur film d'animation international[7]
- SEMINCI Valladolid 2020 : Prix du meilleur réalisateur (exæquo) pour Aurel[8]
- Prix du cinéma européen 2020 : Meilleur film d'animation[9]
- Festival International War on Screen 2020 : Prix du Jury Presse
- Lumières 2021 :
  - Lumière du meilleur film d'animation
  - Lumière de la meilleure musique pour Sílvia Pérez Cruz
- César 2021 : Meilleur long-métrage d'animation[10].

### Nomination
- Festival international du film d'Athènes en 2020 : Athéna d'or du meilleur film[6]

### Sélection
- Festival de Cannes 2020 : sélection officielle (en raison de la pandémie de Covid-19, le festival n'a pas lieu et les films sélectionnés bénéficient d'un label[11])